# Константен, Жан-Антуан
Жан-Антуан Константен (фр. Jean-Antoine Constantin; 20 января 1756, Марсель — 9 января 1844, Экс-ан-Прованс) — французский художник, прославился пейзажами Прованса, один из основателей провансальской пейзажной школы.

## Биография

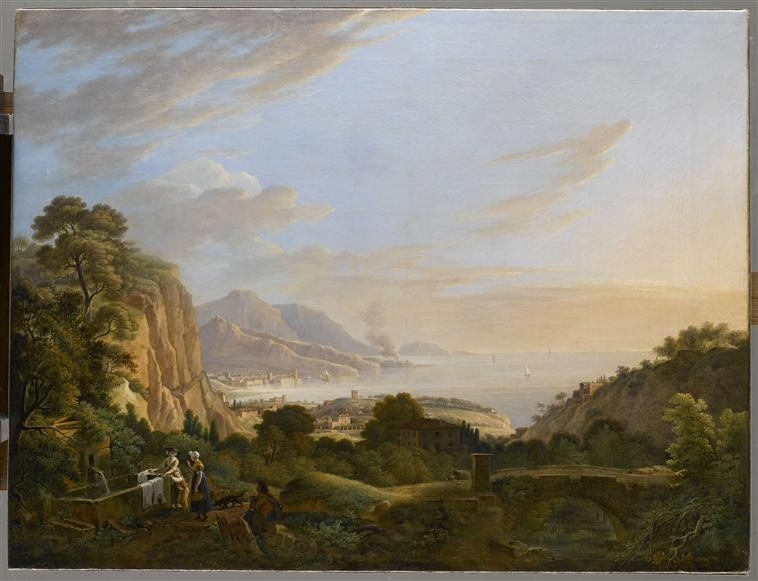
Вид Марселя. Лувр, Париж

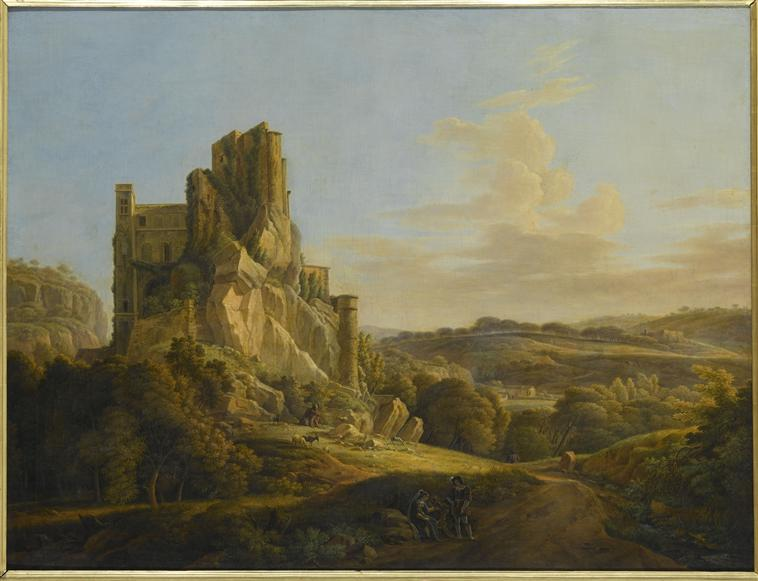
Замок Барбен

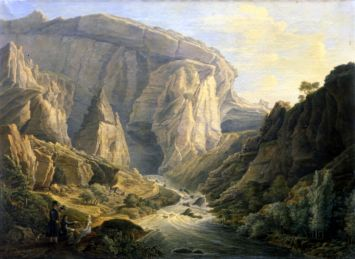
Фонтен-де-Воклюз. Музей Авиньона

Родился и вырос в Марселе, почти всю свою профессиональную жизнь как живописец провёл в Экс-ан-Провансе.
В 1767 году поступил учеником на фаянсовую фабрику в Марселе. С 1771 года учился в Академии живописи и скульптуры в Марселе под руководством Жана-Жозефа Каппелера, Давида де Марселя и Жана-Батиста Жири.
После окончания академии, в 1777 году поступил на работу в гончарную промышленность, был художником фаянсовой фабрики в Мутье-Сент-Мари. Затем уехал в Италию, 6 лет прожил в Риме под патронажем Перрона, почитателя искусств из Экс-ан-Прованса. На его творческое становление в этот период оказало большое влияние творчество голландских пейзажистов Саломона ван Рёйсдала и Карела Дюжардена, что видно из сюжетов его картин и техники живописи.
В 1783 году из-за болезни вернулся в Экс-ан-Прованс. В основном занимался пейзажной живописью Марселя и его окрестностей, Прованса.
В 1786 году Клод Арнульфи избрал его своим преемником на пост директора Школы рисования, которая известна как École de dessin d’Aix-en-Provence.
В 1798 году участвовал в создании Общества друзей науки, литературы, сельского хозяйства и искусств (Société des Amis des Sciences, des Lettres, de l’Agriculture et des Arts).
Ж. Ф. Константен стал третьим главой рисовальной школы в Экс-ан-Провансе и находился на этой должности до начала Французской революции в 1789 году. После закрытия школы на волне французской революции и в связи с финансовыми проблемами устроился на работу в качестве учителя рисования в Динь-ле-Бен.
Вернулся в Экс-ан-Прованс в 1813 году, до 1830 работал вспомогательным профессором муниципальной художественной школы (École communale gratuite de dessin). Позже стал её почëтным членом.
В 1817 году выставлялся в Париже, где до тех пор несколько раз участвовал в выставках, и был отмечен золотой медалью за провансальский пейзаж под названием «Cascade de Silan».
Оказал влияние на графа Огюста де Форбена, Франсуа Мариуса Гране, оказывавшего ему финансовую поддержку, Эмиля Лубона и некоторых более поздних художников-пейзажистов, которые черпали вдохновение из его картин.
Умер в бедности в январе 1844 года в возрасте 88 лет.